# Arnasco
Arnasco – miejscowość i gmina we Włoszech, w regionie Liguria, w prowincji Savona.
Według danych na rok 2004 gminę zamieszkiwały 563 osoby, 93,8 os./km².